# Joachim Fernandez
Joachim Fernandez (ur. 6 grudnia 1972 w Ziguinchor, zm. 19 stycznia 2016 w Domont) – senegalski piłkarz występujący na pozycji pomocnika. 

## Kariera
Fernandez karierę rozpoczynał w 1989 roku w rezerwach francuskiego Girondins Bordeaux. W latach 1993–1995 grał na wypożyczeniach w drugoligowych zespołach CS Sedan oraz Angers SCO. W 1995 roku wrócił do Bordeaux, a 8 listopada 1995 w zremisowanym 0:0 meczu z RC Lens, zadebiutował w Division 1. W sezonie 1995/1996 w barwach Bordeaux zagrał 5 razy.
W 1996 roku Fernandez odszedł do także pierwszoligowego SM Caen. 2 listopada 1996 w wygranym 2:1 pojedynku z AS Nancy strzelił swojego jedynego gola w Division 1. W Caen spędził sezon 1996/1997. W 1997 roku przeniósł się do włoskiego Udinese Calcio. 31 sierpnia 1997 przeciwko Fiorentinie (2:3), rozegrał swoje jedyne spotkanie w Serie A. W październiku 1997 odszedł do AC Monza z Serie B.
Po sezonie 1997/1998 Fernandez przeszedł do Milanu z Serie A. W jego barwach nie rozegrał jednak żadnego spotkania i w 1999 roku został wypożyczony do francuskiego Toulouse FC. W 2000 roku został zawodnikiem szkockiego Dundee United. Wystąpił tam w 6 meczach w Scottish Premier League. W 2001 roku odszedł do indonezyjskiej Persmy Manado i w tym samym roku zakończył tam karierę.